# Barthe
Barthe je říčka v německé spolkové zemi Meklenbursko-Přední Pomořansko. Vytéká z jezera Borgwallsee blízko Stralsundu a v první půlce svého toku teče zhruba na západ. Pak se otáčí k severu, kde se nakonec vlévá do Baltského moře poblíž Barthu. Je dlouhá 34,75 km a má povodí 292 čtverečních kilometrů.